# Jowisz LXXII
S/2011 J 1 – 65. potwierdzony naturalny satelita Jowisza. Został odkryty 27 września 2011 roku przez Scotta Shepparda.
Średnica S/2011 J 1 wynosi około 1 km. Okrąża on Jowisza w średniej odległości 23 446 000 km w czasie nieco dłuższym niż 736 dni. Jego orbita ma mimośród 0,2534 i jest nachylona pod kątem 165,3° do ekliptyki, czyli księżyc ten porusza się ruchem wstecznym. S/2011 J 1 wraz z S/2011 J 2 są dwoma najmniejszymi naturalnymi satelitami w Układzie Słonecznym.